# Tucayaca parvula
Tucayaca parvula är en insektsart som beskrevs av Roberts 1977. Tucayaca parvula ingår i släktet Tucayaca och familjen gräshoppor. Inga underarter finns listade i Catalogue of Life.